# Stefanía (telenovela)
Stefanía fue una telenovela argentina emitida en 1981 por Canal 13, protagonizada por Silvia Montanari y Alberto Martín, junto con Jorge Barreiro.

## Guion
La telenovela "Stefanía" es la sucedánea de "La sombra" de 1981.
La telenovela es una versión libre de "Mi prima Raquel" de Daphne du Maurier. La versión libre fue escrita por Gerardo Galván y dirigida por Martha Reguera.￼

## Elenco
- Silvia Montanari - Stefanía
- Alberto Martín - Alejandro Anaya
- Cristina Tejedor - Mariana
- Néstor Hugo Rivas - Javier
- Jorge Barreiro - Carlos
- Mario Rolla - Aníbal Peñalba
- Olga Berg - Laureana Cruz
- Laura Saniez
- Claudio Corvalán
- Oscar Ferreiro - Néstor
- Héctor Fuentes - Ludovico
- María Bufano
- Nelly Tesolín - Sabina
- Susana Fernández Anca
- Guadalupe Pechman
- Norma López Monet - Patricia
- Joaquín Piñón

## Equipo Técnico
- Historia original - Alfredo Lima.
- Dirección - Martha Reguera.
- Adaptación - Gerardo Galván.
- Interprete - María Celeste.

- Datos: Q6133914